# 1186-os busz
Az 1186-os jelzésű autóbuszvonal Budapest, Sármellék, Zalaegerszeg és Lenti között húzódik, amelyet a MÁV Személyszállítási Zrt. üzemeltet.

## Története
A GRATIS Közlekedési Kft. története egészen 1990-ig nyúlik vissza. A zalaegerszegi székhelyű társaság tevékenysége ekkor kezdődött, mely a közúti személyszállítás és árufuvarozás területén működik, legfőbb cselekvései közé a belföldi és nemzetközi különjárati személyszállítás tartozik. Még ebben az évben megkapták a hatósági engedélyt távolsági menetrend szerinti autóbuszjárat üzemeltetésére Budapest és Zalaegerszeg között. 5 évvel később, 1995 során létrehozták a Grat Travel Service Idegenforgalmi Kft.-t a nemzetközi utazásszervezés és az utazási iroda megszervezéseként. 1996-tól a távolsági autóbuszjáratok a Gratis ’96 Autóbusz-közlekedési Kft. alatt teljesítettek szolgálatot egészen 2006-ig, mikoris a G-Busline Autóbusz-közlekedési Kft. nyerte el a kettő nagyváros kapcsolatát szolgáló autóbuszok közlekedtetését.
2006. június 1-től a G-Busline Kft. InterCity járatokat indított a fővárosba, melyek csak a zalaegerszegi vasútállomáson és a budapesti Déli pályaudvaron álltak meg. Menetidejük 3 óra 25 perc volt, valamint Marcopolo, Neoplan, Scania, TEMSA, Van Hool járművek közlekedtek rajtuk. Az érdeklődés nagy volt a gyors eljutást létrehozó járatokra, melyek a hét minden napján közlekedtek. Idővel autóbuszaik mozgáskorlátozottak számára készült lifttel felszereltek lettek, így kerekesszékes utasok fel- és leszállása is megoldható lett az autóbuszokon.
2016-tól a naponta közlekedő járatok a továbbiakban Búcsúszentlászló, Pölöske, Zalaszentmihály, Pacsa, Zalaapáti, Sármellék és Fenékpuszta érintésével közlekedtek, mellettük indultak mentesítő járatok jellemzően péntekente és vasárnaponta expresszként. A lassított járat listája később kibővült Balatonszentgyörgy és Balatonkeresztúr településekkel.
2020 augusztusától szolgáltatásuk kibővölt Lentiig, így a jövőben közlekedő napi járatpár Balatonszentgyörgyig expresszjáratként, onnan gyorsjáratként üzemelt. Az idők során az utasforgalom egyre nagyobbá alakult, így a G-Busline az utasai számára a helyfoglalást preferálta egyre nagyobb léptekben. Járatain nagymértékű volt a fel- és leszállási korlátozás, mivel a három jelentős településen kívüli utazást igénybevenni nem lehetett.
2025-ben a vég ideje jött el. Az április 1-én hatályba lépett új, 10 évre szóló, országos autóbuszos közszolgáltatási szerződés értelmében több szolgáltató mellett a G-Busline Kft. 1187-es busza is a MÁV Személyszállítási Zrt. üzemeltetésében közlekedik tovább.
Az 1186-os busz megalakulása az ekkor esedékes évközi menetrend-változtatásból ered. A Budapestről 18:00-kor Zalaegerszegre induló 1185-ös jelzésű járat 90 perccel később 19:30-kor indul, de vasárnapoként Lentiig közlekedik, 1186-os jelzéssel.

## Útvonala
A budapesti IX. kerületi, népligeti autóbusz-pályaudvarról indul. Útját a Könyves Kálmán körúton kezdi el Kelenföld irányába, a fővárosi 1-es villamosvonallal párhuzamosan. A Rákóczi híd előtt, a Közvágóhíd nevet viselő csomópontban elkanyarodik a Müpa irányába, míg nem a Boráros téren áthajt a Petőfi hídon és a Dunán is, Lágymányoson van az autóbusz első megállója. Utána átjut Újbuda központjába, ahol a 4-es metrót tudhatja maga alatt, később a legrövidebb úton éri el az M1-es és M7-es autópálya közös vonalszakaszát. A kelenföldi vasútállomás és Sasad szomszédságában történik utolsó megállása Budapest területén.
Az autóbuszjárat expresszként közlekedik. A vonal 16. kilométerénél, Budaörs közelében búcsúzik az M1-es autópályától, az M7-es balatoni úton közlekedik tovább. Az autóbusz emelt sebességgel, valamint hosszú szakaszon jár megállás nélkül, így álló utast nem szállíthat, miközben az M0-s budapesti körgyűrű csomópontján, Pest megye és Fejér megye határán, a Velencei-tó északi oldalán, Székesfehérvár alján keresztül közlekedik. A kezdetektől számított 100. kilométerhez érve a Balaton déli partját teljesen végigövezi a buszvonal, közben oly nevezetes városok területe mentén, mint Siófok, Zamárdi, Balatonföldvár, Balatonlelle, Balatonboglár vagy Fonyód. A tó délnyugati részében, Vörs, Tikos és Hollád közelében ráágazik az M76-os gyorsforgalmira, de Zalába érkezve mihamarabb el is hagyja azt, hogy első településére, Sármellékre behajtson. Az évtizedek óta forgalmat nem lebonyolító vasútállomásától kezdve gyorsjáratként halad a továbbiakban a 76-os főúton, Szentgyörgyvár településre. Aztán Zalacsány a soron levő, melynek tava és vára mellett is elmegy. A Dunántúli-dombságra jellemző sík és dombvonulatos tájegységein át Nagykapornakra hajt be, a Foglár-csatorna folyásával egyvonalban, a vele összenőtt Misefa nem az útjának része. Alig pár percen belül Kisbucsa község rejlik a GYSEV és a MÁV üzemeltetése alatt álló Szombathely–Nagykanizsa-vasútvonal tövében, a forgalmi szolgálat nélkül maradt Nagykapornak vasútállomás területén. Az Egerszeg–Letenyei-dombságon fordított U alakot vesz fel és beérkezik Csácsbozsokra, ami egyben Zala megye székhelyére, Zalaegerszegre érkeztét is jelenti. A belvárost a bevásárlóközpontokkal ellátott Balatoni úton éri el, miközben a köríven haladó Boba–Bajánsenye-vasútvonalat is keresztezi, a vonal 230. kilométerén Zalaegerszeg buszállomásán tartózkodik.
Az állomást követően tovább a Kazinczy téren közlekedik, ahol jelzőlámpás kereszteződésben kanyarodik a Mártírok útjára, majd a földrajzi elnevezésből származó Göcseji úton Jánkahegy irányába tart. Az Alsóerdei úton megszemlélhető a város társasházas és kertvárosi részének keveréke is, a 7401-es közúton távolodik el a megyeszékhelyről. A következő 9 kilométerében váltakoznak a tisztás és erdős területek, amihez legközelebb Bazita és Bocfölde van. Több vízfolyás és dombság völgyében bújik meg Gellénháza, ahol éles fordulatot vesz a járat Nagylengyelbe, aminek patakján át ismét irányt vált az alig háromutcás Petrikeresztúrba. A Göcsej jellegzetes felépítése egyedülállóvá teszi a kistájat az országban, a rajta átfutó utakról pedig olykor kilátás, máskor csak az erdőkön átjutó fény tárul az utazók szeme elé. A soron levő községet a Cserta folyó választja el a legtöbb buszjárattól, Barlahida faluhatárától mindössze alig fél kilométerre tesz megállást a legtöbb Volán. Minél délebbre halad a Zalai tájakon, annál jobban kezdi elhagyni az erdőséget, áttörőpont Nova településnél látható, ahol a 75-ös főúton folytatódik vonalvezetése, valamint társul hozzá egy helyi igényekre szánt bicikliút is. A faluközpontbeli buszmegálló az utolsók között van, amibe 1186-os buszjárat jár, de az erdőség visszatér egy hosszú egyenes szakaszon, mely kitart az utolsókig.
A Budapesttől majd, hogy 4 órája közlekedő busz Mumort szolgálja ki, végállomásának, Lenti városának egyik településrészét. A Kerka folyó partján Lenti vára látható, a városba beljebb merészkedve több elágazás, benzinkút, étterem, üzlet is a helyiek rendelkezésére áll. A MÁV Személyszállítási Zrt. üzemeltetése alatt álló autóbusz-állomás mind a helyi célokat, mind a regionális célokat, mind a távolsági célokat teljesítő autóbuszokat indítja és fogadja, ezen belül az 1186-os buszok végállomása.

## Közlekedése
Indítása munkaszüneti napokon történik az esti órákban és csak kizárólag odairányban, Budapestről.
| Viszonylat                                     | Indításszám | Közlekedési rend     |
| ---------------------------------------------- | ----------- | -------------------- |
| Budapest, Népliget aut. pu. ➝ Lenti, aut. áll. | 1 oda       | munkaszüneti napokon |

### Azonos vonalak
A Budapest és Zalaegerszeg vonalszakasz megegyezik az 1185-ös, a Zalaegerszeg és Lenti vonalszakasz pedig az 1187-es buszokéval, de néhány 1625-ös, 1658-as és 6248-as vonal alatt futó járat is azonos menetidővel szolgál a 45 kilométeres szakaszon.

### Járművek
Április 1. óta eddig 1186-os buszként Neoplan Tourliner távolsági autóbusz szerepelt. A járaton emelt sebességű, valamint Wi-Fi szolgáltatással rendelkező busz indulhat a menetrendben írtak szerint.

## Megállóhelyei
| 0                                            | Budapest, Népliget autóbusz-pályaudvar végállomás | 0.0 km   | 254E 901, 914, 914A, 918, 950, 950A 607, 608, 616, 625, 626, 628, 629, 630, 631, 632, 633, 635, 636, 637, 650, 653, 654, 655, 656, 657, 660, 661, 679, 705 1080, 1085, 1087, 1090, 1092, 1094, 1110, 1111, 1113, 1115, 1121, 1123, 1125, 1130, 1131, 1134, 1136, 1172, 1173, 1174, 1175, 1176, 1177, 1183, 1184, 1185, 1187, 1188, 1194, 1204, 1205, 1212, 1215, 1216, 1229, 1251, 1253, 1254, 1257 83 1, 1A            |
| A megállóban csak felszállás vehető igénybe. |                                                   |          | |
| 1                                            | Budapest, Petőfi híd, budai hídfő                 | 4.7 km   | 4, 6, 107, 153, 154, 212, 212A, 212B 918 1172, 1173, 1174, 1175, 1176, 1177, 1183, 1184, 1185, 1187, 1188, 1194, 1204, 1205, 1212, 1215, 1216, 1229, 1251, 1253, 1254, 1257 4, 6 |
| 2                                            | Budapest, Újbuda-központ                          | 5.8 km   | 4, 33, 53, 58, 150, 150B, 153, 154, 212, 212A, 212B 973, 973A 1172, 1173, 1174, 1175, 1176, 1177, 1183, 1184, 1185, 1187, 1188, 1194, 1204, 1205, 1212, 1215, 1216, 1229, 1251, 1253, 1254, 1257 4, 17, 41, 47, 48, 56 |
| 3                                            | Budapest, Sasadi út                               | 8.6 km   | 8E, 40, 40B, 40E, 53, 87, 87A, 88, 88A, 108E, 139, 140, 140A, 150, 150B, 153, 154, 172, 173, 187, 188, 188E, 240, 272 908, 908A, 940, 941, 972, 972B 731, 732, 760, 762, 764, 770, 773, 774, 777, 779 1172, 1173, 1174, 1175, 1176, 1177, 1183, 1184, 1185, 1187, 1188, 1194, 1204, 1205, 1212, 1215, 1216, 1229, 1251, 1253, 1254, 1257                                                                                |
| A megállóban csak leszállás vehető igénybe.  |                                                   |          | |
| 4                                            | Sármellék vasútállomás                            | 189.3 km | 1185, 1187, 1193, 1735, 1736, 1794 6308, 6375, 6377, 6396, 6415 |
| 5                                            | Szentgyörgyvár, autóbusz-forduló                  | 196.7 km | 1185, 1194 6307, 6308, 6310, 6316, 6375 |
| 6                                            | Zalacsány, templom                                | 204.1 km | 1185, 1188, 1194, 1499, 1625, 1626, 1658, 1665, 1806, 1808 6162, 6216, 6217, 6306, 6307, 6308, 6309, 6310, 6316 |
| 7                                            | Nagykapornak, autóbusz-váróterem                  | 215.4 km | 1185, 1188, 1499, 1625, 1626, 1658, 1665, 1806, 1808 6162, 6214, 6216, 6217, 6220, 6222, 6231 |
| 8                                            | Kisbucsa, bejárati út (76-os út)                  | 220.2 km | 1185, 1188, 1625, 1626, 1658, 1665, 1806, 1808 6214, 6215, 6216, 6217, 6219, 6220, 6221, 6222, 6231 |
| 9                                            | Zalaegerszeg (Csácsbozsok), elágazás              | 227.7 km | 2A, 12, 21, 22, 22A 1185, 1187, 1188, 1625, 1626, 1658, 1665, 1806, 1808 6214, 6215, 6216, 6217, 6219, 6220, 6221, 6222, 6226, 6230, 6231 |
| 10                                           | Zalaegerszeg, autóbusz-állomás                    | 229.9 km | 1, 4, 5, 6, 7, 9, 14, 19A, 21, 25, 27 1185, 1187, 1188, 1499, 1503, 1562, 1620, 1622, 1625, 1626, 1639, 1642, 1658, 1665, 1667, 1668, 1670, 1726, 1806, 1808 6200, 6201, 6205, 6210, 6211, 6213, 6214, 6215, 6216, 6217, 6218, 6219, 6220, 6221, 6222, 6226, 6230, 6231, 6235, 6237, 6238, 6239, 6240, 6241, 6242, 6243, 6245, 6246, 6247, 6248, 6250, 6255, 6258, 6262, 6268, 6275, 6277, 6278, 6287, 6292, 6898, 7398 |
| 11                                           | Zalaegerszeg, Köztemető (Göcseji út)              | 231.9 km | 7, 10C, 18, 20, 24E, 27, 28 1187, 1625, 1639, 1658 6239, 6242, 6248, 6250, 6268 |
| 12                                           | Zalaegerszeg, Kertváros bejárati út               | 234.2 km | 1187, 1625, 1639, 1658 6239, 6242, 6248, 6250, 6268 |
| 13                                           | Gellénháza, autóbusz-váróterem                    | 243.3 km | 1187, 1625, 1639, 1658 6239, 6242, 6248, 6250, 6268 |
| 14                                           | Nagylengyel, emlékmű                              | 246.0 km | 1187, 1625, 1639, 1658 6239, 6248, 6268 |
| 15                                           | Petrikeresztúr, bolt                              | 251.7 km | 1187, 1625, 1639, 1658 6239, 6248, 6268 |
| 16                                           | Barlahida, bejárati út                            | 254.5 km | 1187, 1625, 1639, 1658 6239, 6248 |
| 17                                           | Nova, autóbusz-váróterem                          | 260.0 km | 1187, 1193, 1625, 1639, 1658 6239, 6241, 6242, 6248, 6448, 6553 |
| 18                                           | Lenti (Mumor), Törpe Csárda                       | 271.2 km | 94 1187, 1193, 1625, 1639, 1658 6238, 6241, 6242, 6248, 6446, 6448, 6457, 6553, 6560, 6570, 6585 |
| 19                                           | Lenti, autóbusz-állomás végállomás                | 273.1 km | 2, 3, 94 1184, 1187, 1193, 1625, 1639, 1641, 1643, 1658, 1669 6238, 6242, 6248, 6262, 6287, 6446, 6448, 6454, 6456, 6457, 6553, 6560, 6565, 6570, 6576, 6577, 6580, 6585 |